# Emotional Territories
Emotional Territories ist ein Verfahren, um Emotionen zu messen und die Ergebnisse darzustellen. Es ergänzt einflussreiche Emotionstheorien (wie beispielsweise Plutchik’s Circular Model of Emotion, 1980). Hintergrund der Entstehung von Emotional Territories ist die Annahme, dass emotionale Marken einen signifikanten Einfluss auf Konsumenten haben (Emotional Branding). Gleichzeitig mangelt es bisher an wissenschaftlich fundierten Werte- und Emotionsmanagement-Verfahren.

## Verwandte Emotionstheorien
Innerhalb der Psychologie- und Konsumentenverhaltensliteratur sowie der Marketingliteratur existiert eine beträchtliche Anzahl an Skalen zur Messung von Emotionen. So konnte Robert Plutchik 1980 in seiner Theorie Circular Model of Emotion zeigen, dass grundlegende Emotionen miteinander kombiniert werden können, um neue zu kreieren. Beispielsweise kann Liebe als Zusammenspiel von Freude und Vertrauen verstanden werden.
David Aaker und Kollegen entwickelten 1988 einen konzeptionellen Ansatz, mit welchem die Repräsentanz aller charakteristischen Emotionen in der Betrachtung sichergestellt werden sollte. Relevant waren hierbei insbesondere die Emotionen, die von Werbung oder Marken hervorgerufen werden können. Um dies zu erreichen, erstellten sie eine Liste, die sich aus bekannten Rahmentheorien (Plutchiks 40 Emotionen, 1980; Smith und Elssworths 15 Emotionen, 1985; Davitzs 80 Emotionen, 1970) und Wahrnehmungsstudien zusammensetzt (Aaker und Bruzzones Liste von 20 Adjektiven, 1981; Schlingers 32 Meinungsäußerungen, 1979; 600 Adjektive von Wells, Leavitt und McConville, 1971). Im Anschluss wurden Emotionen, welche für die Marketingliteratur am relevantesten sind, dieser umfangreichen Liste entnommen und in positive und negative Gefühle unterteilt. Innerhalb der beiden Gruppen (positiv, negativ) wurden einander ähnliche Emotionen zusammengefasst und anschließend einer Überschrift zugeordnet. Diese soll den Kern der Kategorie zentral erfassen. So formen zum Beispiel „fasziniert“, „beeindruckt“ und „aufmerksam“ die Gruppe „interessiert“. Folglich, ergab sich eine komprimierte Liste bestehend aus 180 Begriffen, die sich wiederum in 31 Emotions-Gruppen zusammenfassen lässt (16 positive und 15 negative).

## Emotional Territories
Für das Tool Emotional Territories wurde im Rahmen der Forschungen von Supersieben zunächst Aakers Liste von 180 Emotionen auf 50 komprimiert. Zusätzlich erfolgt die Verwendung einer Liste bestehend aus Emotionen und Werten, da diese eng miteinander verknüpft sind. Laut Todd sind „Emotionen [...] Beurteilungen von Werten“. Außerdem konzentriert sich die Herangehensweise von Emotional Territories auf positive Emotionen und führt nur wenige negative Emotionen auf. Dieser Ansatzpunkt wurde aus der Überzeugung gewählt, dass bereits die Abwesenheit positiver Emotionen (demnach ein geringer positiver Emotionswert einer Marke) negative Gefühle impliziert und als eigenständige Aussage verstanden werden kann. Hierbei handelt es sich ebenfalls um eine Modifikation der ursprünglichen Theorie von Aaker et al. Diese enthielt eine ausgewogene Anzahl sowohl an positiven als auch negativen Emotionen.

### Das Messverfahren
Rossiter und Bellman beschrieben 2005 zwei Arten von Emotionen und deren Messung. Die nachfolgenden Beschreibungen sind wichtig, um die Auswirkungen für das Tool Emotional Territories sowie dessen Anwendung zu verstehen.

### Typ-1- und Typ-2-Emotionen
Rossiter und Bellman unterscheiden zwischen Typ-1- (E1) und Typ-2-Emotionen (E2). Typ-1-Emotionen sind instinktive Reaktionen und bestehen aus pleasure, arousal und dominance (PAD: Russel & Feldman Barrett.) Im Verlauf eines einzigen Tages kann ein Individuum eine ganze Bandbreite an Typ-1-Emotionen erfahren, die zeitweise physiologische Reaktionen hervorrufen. Diese können mit Hilfe psychophysischer Messverfahren, wie z. B. dem Galvanometric Skin Response (GSR), gemessen werden. Typ-2-Emotionen sind hingegen extreme Ausprägungen der Typ-1-Emotionen, die das Individuum meist mit einer bewussten Bewertung assoziiert.
Diese bewussten Bewertungen beantworten die einfache Frage: „Was fühle ich gerade?“ Die Antwort könnte beispielsweise lauten: „Freude“, „Angst“ oder „Liebe“. Folgerichtig können Typ-2-Emotionen nicht anhand eines psychophysiologischen Verfahrens festgehalten werden. Stattdessen müssen sich Forscher auf Selbsteinschätzungen verlassen – typischerweise mittels eines Fragebogens.
Rossiter und Bellman argumentierten 2007, dass Typ-2-Emotionen – im Gegensatz zu Typ-1-Emotionen – nicht kontinuierlich, sondern diskret sind (beispielhaft gezeigt an den Ausprägungen „alles oder nichts“, „ja oder nein“). Sie müssen daher binär gemessen werden.
Typ-2-Emotionen können mit einer simplen binären Fragestellung („Fühlen Sie diese Emotion – Ja oder Nein“) gemessen werden. Um eine Aussage darüber zu treffen, ob eine bestimmte Emotion mit einer Marke verbunden wird oder nicht, verfolgt das Tool Emotional Territories das Prinzip der Messung von Typ-2-Emotionen.

### Emotions-Grade
Zusätzlich zu seinem Konzept der Typisierungen von Emotionen argumentierte Bellman 2007, dass es bestimmte Grade an Typ-2-Emotionen gibt. Diese können als Abstufungen innerhalb bestimmter Emotionsbereiche verstanden werden. Haben Sie sich beispielsweise schon einmal gefragt, was „wütend“ von „sehr wütend“ unterscheidet? Die Steigerung einer Emotion wird dann hervorgerufen, wenn Sie mit einer weiteren Emotion in Konflikt steht. Exemplarisch zeigt sich dies an einem Konflikt von Wut mit Liebe. Das Gefühl sehr wütend zu sein, kann demnach entstehen, wenn eine geliebte Person sich unangemessen verhalten hat. Gesteigerte Wut ergibt sich in diesem Fall eben gerade aufgrund der Existenz von Liebe.
Dies impliziert, dass das Zusammenführen zweier Emotionen in einer völlig neuen Emotion resultiert. Aufgrund dessen ist es bei der Bestimmung, welche Art von Liebe ein Konsument für eine bestimmte Marke empfindet, von elementarer Bedeutung ebenfalls die Emotionen zu betrachten, die dieser am nächsten stehen.
Es ist die Kombination von Emotionen, die neue Dimensionen schafft. Berücksichtigt man diese Annahme, erweitert sich die Liste der 50 Emotionen und Werte zu 1032 neuen möglichen Kombinationen von Emotionen.

### Methode
1000 Probanden werden rekrutiert, um an einer web-basierten Selbstreportstudie teilzunehmen. Im Rahmen des Online-Fragebogens beantworten Studienteilnehmer eine einfache binäre Frage („Fühlen Sie diese Emotion, wenn sie an xx denken? – Ja oder Nein“), während ihnen nacheinander 50 Emotionen und Werte in randomisierter Reihenfolge gezeigt werden. Dadurch werden ca. 50.000 Datenpunkte generiert. Diese werden dann von einem Algorithmus in 3 bis 6 Wertefelder übersetzt.

#### Datenpunkte analysieren
Die generierten Datenpunkte werden durch einen von Supersieben entwickelten Algorithmus analysiert, der mit Unterstützung von T. Meyhöfer (Universität Münster, 2015) implementiert wurde.
Um das Verständnis für die Funktionsweise des Algorithmus zu erhöhen, ist es hilfreich, die Vorgehensweise anhand einer Situation des alltäglichen Lebens herzuleiten. Entschied man sich zum Beispiel für den Kauf eines Produktes bei Amazon, erhält man anschließend eine E-Mail mit weiteren Produktempfehlungen: „Kunden, die die Philips-HUE-LED-Lampe gekauft haben, kauften auch diese Produkte: Philips Hue LightStrips, Reality Light, Wireless Dimming Kit usw.“
Einer vergleichbaren Methodik bedient sich auch der Algorithmus: diejenigen Teilnehmer, die Liebe mit einer bestimmten Marke verbinden, assoziieren ebenfalls Freude, Freundschaft, Neugier und Kreativität mit eben dieser. Emotionen, die miteinander verknüpft sind, bilden ein sogenanntes Wertefeld.

#### Wertefelder
Während im Verlauf der Analyse zunächst quantitative Methoden Anwendung fanden, kommen im Rahmen der Interpretation der generierten Wertefelder qualitative Methoden zum Einsatz. Die Anwendung qualitativer Methoden bietet hier die Möglichkeit für einen Erkenntnisgewinn, welcher durch quantitative Methoden nicht realisierbar ist. Grundsätzlich wird jedes Wertefeld mit einem Label versehen, das die Essenz des Felds auf Basis spezifischer Nähe-Distanz-Verhältnisse zusammenfasst.
Wertefelder können auf verschiedene Arten untersucht werden – entweder indem man die Bandbreite der Felder in ihrer Gesamtheit betrachtet (breit) oder aber die verschiedenen Blickwinkel innerhalb eines Felds (tief).